# Rietzneuendorf-Staakow
Rietzneuendorf-Staakow (niedersorbisch Nowa Wjas pśi rěce-Stoki) ist eine Gemeinde im Landkreis Dahme-Spreewald in Brandenburg. Sie wird vom Amt Unterspreewald verwaltet.

## Gemeindegliederung
Rietzneuendorf-Staakow besteht aus den Ortsteilen Friedrichshof, Rietzneuendorf und Staakow sowie dem Wohnplatz Rietze.

## Geschichte
Friedrichshof gehörte seit 1816 zum Kreis Beeskow-Storkow, Rietzneuendorf zum Kreis Luckau und Staakow zum Kreis Lübben (Spreewald) in der Provinz Brandenburg. Die Orte wurden 1952 in den Kreis Lübben im DDR-Bezirk Cottbus eingegliedert. Seit 1993 liegen sie im brandenburgischen Landkreis Dahme-Spreewald.
Rietzneuendorf-Staakow entstand am 31. Dezember 2001 aus dem freiwilligen Zusammenschluss der bis dahin selbstständigen Gemeinden Rietzneuendorf-Friedrichshof (niedersorbisch Nowa Wjas pśi rěce-Frycowy Dwor) und Staakow (niedersorbisch Stoki).

### Ortsteil Rietzneuendorf

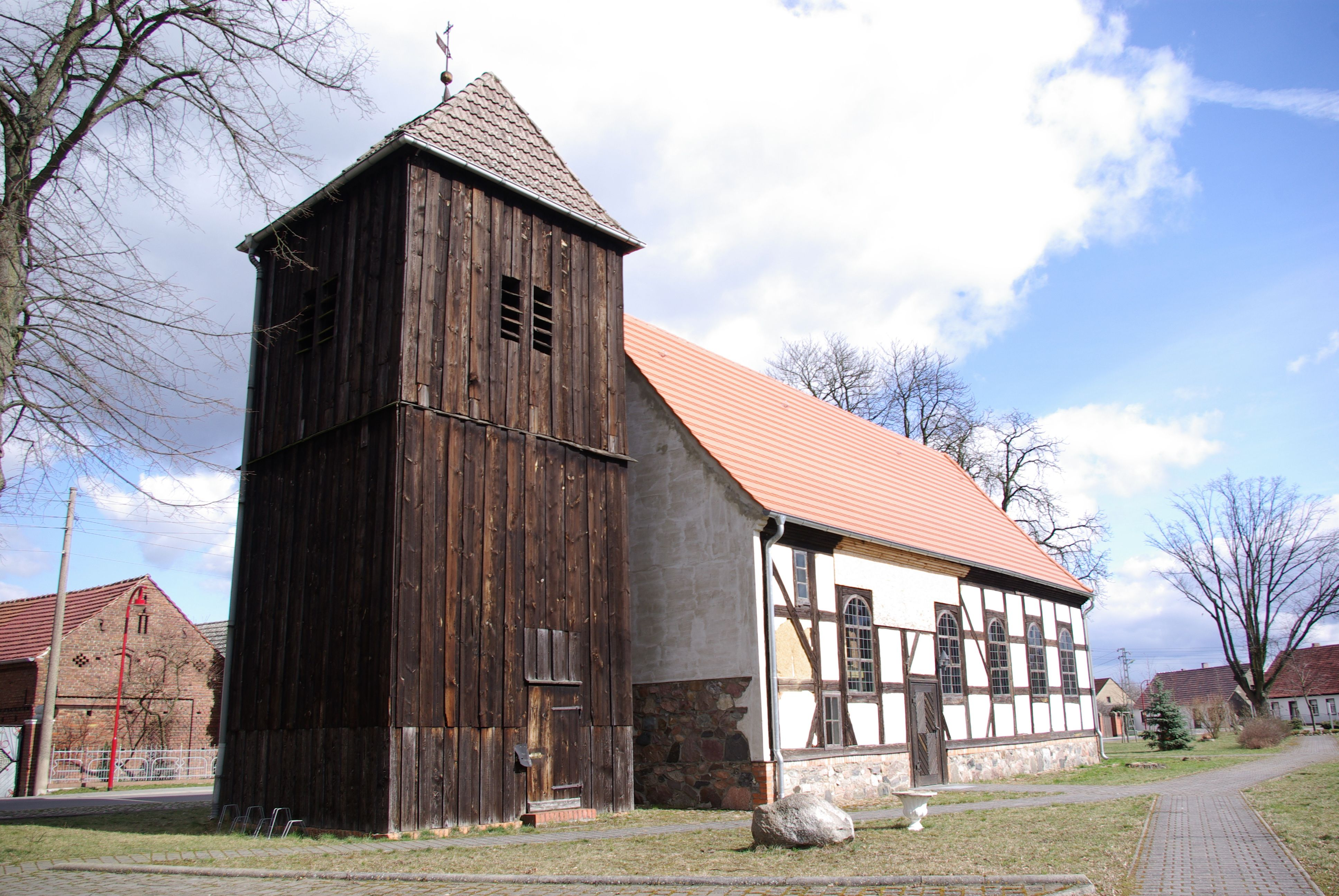
Kirche in Rietzneuendorf

Im Jahre 1455 wird der wendische Ort Rietzneuendorf mit dem Namen „Nuwendorf“ erwähnt.
1974 wurden Rietzneuendorf und Friedrichshof zu Rietzneuendorf-Friedrichshof zusammengeschlossen.

### Ortsteil Staakow
Das Gut Staakow, am Rande des Unterspreewaldes, wurde 1685 im Besitz des Wilhelm von Stutterheim erbaut. In den Jahren 1711 und 1718 wurde es um eine Schäferei und ein Vorwerk vergrößert.
Die Findlinge auf der Dorfaue sind ca. 1920 aus dem Baruther Raum als Zeitzeugen der Eiszeit nach Staakow geholt worden. Sie sollten bei der Errichtung eines Kriegerdenkmales verwendet werden. In den 1980er Jahren bekamen sie dann ein Fundament und wurden mit einer Blumenrabatte umgeben. Die durch Staakow führende Straße entstand 1934 als Versuchsstraße für den in unmittelbarer Nähe folgenden Autobahnbau.

## Bevölkerungsentwicklung
| 1981 | 557 | 247 | 2001 | 708 | 2021 | 602 |
| 1990 | 501 | 225 | 2005 | 680 | 2022 | 604 |
| 1995 | 505 | 200 | 2010 | 641 | 2023 | 609 |
| 2000 | 512 | 205 | 2015 | 613 | 2024 | 614 |
|      |     |     | 2020 | 619 |      |     |

Gebietsstand des jeweiligen Jahres, Einwohnerzahl: Stand 31. Dezember (ab 1991), ab 2011 auf Basis des Zensus 2011, ab 2022 auf Basis des Zensus 2022

## Politik

### Gemeindevertretung
Die Gemeindevertretung von Rietzneuendorf-Staakow besteht aus acht Gemeindevertretern und dem ehrenamtlichen Bürgermeister. Die Kommunalwahl am 9. Juni 2024 führte bei einer Wahlbeteiligung von 80,4 % zu folgendem Ergebnis:
| Wählergruppe                       | Stimmenanteil | Sitze |
| ---------------------------------- | ------------- | ----- |
| Wählergruppe Freiwillige Feuerwehr | 38,2 %        | 3     |
| Wählergruppe Dorfgemeinschaft      | 23,8 %        | 2     |
| Wählergruppe Chor                  | 16,8 %        | 1     |
| Einzelbewerber Guido Landwehr      | 11,5 %        | 1     |
| Einzelbewerber Martin Brademann    | 09,7 %        | 1     |

### Bürgermeister
- 2003–2008: Ingrid Schuknecht[10]
- seit 2008: Andreas Andrack[11]

Andrack wurde bei der Bürgermeisterwahl am 9. Juni 2024 ohne Gegenkandidat mit 75,1 % der gültigen Stimmen für eine weitere Amtszeit von fünf Jahren gewählt.

## Sehenswürdigkeiten
In der Liste der Baudenkmale in Rietzneuendorf-Staakow und der Liste der Bodendenkmale in Rietzneuendorf-Staakow stehen die in der Denkmalliste des Landes Brandenburg eingetragenen Denkmale.
- Die Dorfkirche Rietzneuendorf ist eine Fachwerkkirche aus dem Jahr 1704. Der Bau geht auf den Kirchenpatron Adam Ernst von Stutterheim zurück. Im Innern steht unter anderem ein Kanzelaltar aus dem Anfang des 18. Jahrhunderts. Ein Taufengel wird der Werkstatt von Tobias Mathias Beyermann zugeschrieben.

## Verkehr
Durch das Gemeindegebiet führt die Landesstraße L 711 von Golßen zur Anschlussstelle Staakow an der Bundesautobahn 13 Berlin–Dresden. Die Autobahn durchquert das Gemeindegebiet. Über die Anschlussstelle Staakow ist der nahegelegene Freizeitpark „Tropical Islands“ zu erreichen.
Der nächstgelegene Bahnhof ist Brand, Tropical Islands in zwei Kilometer Entfernung an der Bahnlinie Berlin–Cottbus. Er wird von der Regionalexpresslinie RE 2 Wismar–Berlin–Cottbus und der Regionalbahnlinie RB 24 Eberswalde–Berlin–Senftenberg bedient.

## Söhne und Töchter der Gemeinde
- Johann Georg Tinius (1764–1846), evangelischer Theologe und Bibliomane, geboren in Staakow